# عليان (قهاب رستاق)
علیان (بالفارسية: علیان) هي مستوطنة تقع في إيران في قسم قهاب رستاق الريفي. يقدر عدد سكانها بـ 220 نسمة بحسب إحصاء 2016.